# Andy Dick
Andrew Roane (Andy) Dick (Charleston (South Carolina), 21 december 1965) is een Amerikaans komiek en acteur. Hij speelde onder meer in de Amerikaanse komedieseries NewsRadio (als Matthew) en Less Than Perfect.